# نیونهم، نورث‌همپتون‌شر
نیونهم (به انگلیسی: Newnham) یک روستا و محله مدنی در بریتانیا است که در Daventry واقع شده‌است. نیونهم ۵۸۰ نفر جمعیت دارد.